# Visconde de Baependi

Armas dos viscondes de Baependi, que são as da família Nogueira da Gama

Visconde de Baependi é um título nobiliárquico criado por D. Pedro I do Brasil, por carta de 12 de outubro de 1824, a favor de Manuel Jacinto Nogueira da Gama.
Titulares
1. Manuel Jacinto Nogueira da Gama (1765—1847) — primeiro conde e marquês de Baependi;
2. Brás Carneiro Nogueira da Costa e Gama (1812—1887) — filho do anterior, segundo conde de Baependi.